# Apák és lányaik
Az Apák és lányaik (eredeti cím: Fathers and Daughters) 2015-ös amerikai-olasz filmdráma Gabriele Muccino rendezésében. A főszerepben Russell Crowe, Amanda Seyfried és Kylie Rogers látható. A film Brad Desch 2012-es forgatókönyve alapján készült, amely bekerült a 2012-es Fekete lista felmérésébe. A film többnyire negatív kritikákat kapott a kritikusoktól. A 22,4 millió dolláros gyártási költségvetéssel szemben több mint 5,1 millió dolláros bevételt ért el.

## Rövid történet
Egy Pulitzer-díjas író egy mentális összeomlás után özvegyen és apaként próbál boldogulni, miközben 27 évvel később felnőtt lánya saját kapcsolatai kialakításával küszködik.

## Szereplők
| Színész              | Szerep               | Magyar hang      |
| -------------------- | -------------------- | ---------------- |
| Russell Crowe        | Jake Davis           | Csuja Imre       |
| Amanda Seyfried      | Katie Davis          | Földes Eszter    |
| Kylie Rogers         | Katie Davis fiatalon | Szűcs Anna Viola |
| Aaron Paul           | Cameron              | Zámbori Soma     |
| Diane Kruger         | Elizabeth            | Gubás Gabi       |
| Quvenzhané Wallis    | Lucy Carter          | Vida Sára        |
| Janet McTeer         | Carolyn              | Bertalan Ágnes   |
| Octavia Spencer      | Dr. Korman           | Kocsis Mariann   |
| Jane Fonda           | Teddy Stanton        | Bencze Ilona     |
| Bruce Greenwood      | William              | Csankó Zoltán    |
| Michelle Veintimilla | Nő Cameron lakásánál |                  |
| Ryan Eggold          | John                 | Géczi Zoltán     |
| Paula Marshall       | Laura Garner         | Götz Anna        |

## Filmkészítés
Novemberben Aaron Paul megkapta a filmben Seyfried szerelmének szerepét. Diane Kruger, Octavia Spencer és Quvenzhané Wallis színésznők a Berlini Nemzetközi Filmfesztiválon kaptak szerepet a filmben. Ugyanebben a hónapban Janet McTeer szerepet kapott a filmben. 2014 áprilisában bejelentették, hogy Jane Fonda és Bruce Greenwood csatlakozott a film szereplőgárdájához.
Gabriele Muccinót a 2013-as cannes-i fesztiválon szerződtették rendezőnek. Russell Crowe volt az első szereplő októberben, Amanda Seyfried pedig ugyanebben a hónapban csatlakozott Crowe lányaként. Kylie Rogers játssza Crowe lányának fiatalabb verzióját.
A stáb tagjai a pennsylvaniai Pittsburghöt választották forgatási helyszínnek. A forgatás hivatalosan március 14-én kezdődött Pittsburghben.

## Zene
Michael Bolton szerezte a film főcímdalát.
2014. május 25-én eredetileg James Hornert szerződtették a film zenéjének megalkotására, de szeptember 26-án Paolo Buonvino lépett Horner helyébe.

## Megjelenés
A filmet először Olaszországban mutatták be 2015. október 1-jén. Ezt követően 2015. november 13-án jelent meg az Egyesült Királyságban a Warner Bros. forgalmazásában. Az Egyesült Államokban a Vertical Entertainment adta ki a filmet 2016. július 8-án.